# MG-460
A MG-460 é uma rodovia brasileira do estado de Minas Gerais. Com 39,7 km de extensão, é toda pavimentada em pista simples. A rodovia liga a cidade de Munhoz à BR-381, em Extrema, passando pelo município de Toledo.
- Munhoz
- Toledo
- Extrema

## Turismo
Localizada no sul do estado, a rodovia liga a bacia do Rio Mojiguaçu à bacia do Rio Jaguari e integra o circuito turístico Serras Verdes do Sul de Minas.